# 埃爾阿辛塔爾
埃爾阿辛塔爾（西班牙語：El Asintal），是危地馬拉的城鎮，位於該國西南部，由雷塔盧萊烏省負責管轄，面積112平方公里，海拔高度370米，2002年人口27,812，人口密度每平方公里248.32人。
14°36′N 91°44′W / 14.600°N 91.733°W